# Federico del Palatinato-Zweibrücken-Vohenstrauss-Parkstein
Federico del Palatinato-Zweibrücken (Meisenheim, 11 aprile 1557 – Vohenstrauß, 17 dicembre 1597) è stato un nobile tedesco.

## Biografia
Era figlio di Volfango del Palatinato-Zweibrücken, conte del Palatinato-Zweibrücken, e di Anna d'Assia.
Alla morte del padre, Federico e i fratelli maschi si spartisono i domini paterni e ottenne il governo di Parkstein, Weiden e Pflege, divenendo conte Palatino del Zweibrücken-Vohenstrauss-Parkstein.
Si sposò a Ansbach nel 1587 Caterina Sofia di Legnica (1561-1608).
Morì nel e trovò sepoltura, come i suoi figli e più tardi la moglie, a Lauingen.

## Discendenza
Federico e Caterina Sofia ebbero tre figli ma nessuno riuscì a superare la prima infanzia:
- Giorgio Federico (Weiden, 8 marzo 1590-20 luglio 1599);
- Federico Casimiro (Weiden, 8 marzo 1590-16 luglio 1590);
- Anna Sofia (Weiden, 25 novembre 1588-Amberg, 21 marzo 1589).

## Ascendenza
|                                                            |                      |                                    | Genitori                          |  |  | Nonni |  |  | Bisnonni                              |  |  | Trisnonni                          |  |
|                                                            |                      |                                    |                                   |  |  |       |  |  | Alessandro del Palatinato-Zweibrücken |  |  | Luigi I del Palatinato-Zweibrücken |  |
|                                                            |                      |                                    |                                   |  |  |       |  |  | Alessandro del Palatinato-Zweibrücken |  |  | Luigi I del Palatinato-Zweibrücken |  |
|                                                            |                      | Giovanna di Croÿ                   |                                   |  |  |       |  |  | Alessandro del Palatinato-Zweibrücken |  |  |                                    |  |
| Luigi II del Palatinato-Zweibrücken                        |                      |                                    |                                   |  |  |       |  |  | Alessandro del Palatinato-Zweibrücken |  |  |                                    |  |
|                                                            |                      | Margherita di Hohenlohe-Neuenstein | Kraft VI di Hohenlohe-Neuenstein  |  |  |       |  |  |                                       |  |  |                                    |  |
|                                                            |                      | Margherita di Hohenlohe-Neuenstein | Kraft VI di Hohenlohe-Neuenstein  |  |  |       |  |  |                                       |  |  |                                    |  |
|                                                            |                      | Margherita di Hohenlohe-Neuenstein | …                                 |  |  |       |  |  |                                       |  |  |                                    |  |
| Volfango del Palatinato-Zweibrücken                        |                      | Margherita di Hohenlohe-Neuenstein |                                   |  |  |       |  |  |                                       |  |  |                                    |  |
|                                                            |                      | Guglielmo I d'Assia                | Ludovico II der Freimütige        |  |  |       |  |  |                                       |  |  |                                    |  |
|                                                            |                      | Guglielmo I d'Assia                | Ludovico II der Freimütige        |  |  |       |  |  |                                       |  |  |                                    |  |
|                                                            |                      | Guglielmo I d'Assia                | Matilde di Württemberg-Urach      |  |  |       |  |  |                                       |  |  |                                    |  |
| Elisabetta d'Assia                                         |                      | Guglielmo I d'Assia                |                                   |  |  |       |  |  |                                       |  |  |                                    |  |
|                                                            |                      | Anna di Braunschweig-Wolfenbüttel  | …                                 |  |  |       |  |  |                                       |  |  |                                    |  |
|                                                            |                      | Anna di Braunschweig-Wolfenbüttel  | …                                 |  |  |       |  |  |                                       |  |  |                                    |  |
|                                                            |                      | Anna di Braunschweig-Wolfenbüttel  | …                                 |  |  |       |  |  |                                       |  |  |                                    |  |
| Federico del Palatinato-Zweibrücken-Vohenstrauss-Parkstein |                      | Anna di Braunschweig-Wolfenbüttel  |                                   |  |  |       |  |  |                                       |  |  |                                    |  |
|                                                            | Guglielmo II d'Assia | Ludovico II der Freimütige         |                                   |  |  |       |  |  |                                       |  |  |                                    |  |
|                                                            | Guglielmo II d'Assia | Ludovico II der Freimütige         |                                   |  |  |       |  |  |                                       |  |  |                                    |  |
|                                                            | Guglielmo II d'Assia | Matilde di Württemberg-Urach       |                                   |  |  |       |  |  |                                       |  |  |                                    |  |
| Filippo I d'Assia                                          | Guglielmo II d'Assia |                                    |                                   |  |  |       |  |  |                                       |  |  |                                    |  |
|                                                            |                      | Anna di Meclemburgo-Schwerin       | Magnus II di Meclemburgo-Schwerin |  |  |       |  |  |                                       |  |  |                                    |  |
|                                                            |                      | Anna di Meclemburgo-Schwerin       | Magnus II di Meclemburgo-Schwerin |  |  |       |  |  |                                       |  |  |                                    |  |
|                                                            |                      | Anna di Meclemburgo-Schwerin       | Sofia di Pomerania-Wolgast        |  |  |       |  |  |                                       |  |  |                                    |  |
| Anna d'Assia                                               |                      | Anna di Meclemburgo-Schwerin       |                                   |  |  |       |  |  |                                       |  |  |                                    |  |
|                                                            |                      | Ernesto di Sassonia                | Federico II di Sassonia           |  |  |       |  |  |                                       |  |  |                                    |  |
|                                                            |                      | Ernesto di Sassonia                | Federico II di Sassonia           |  |  |       |  |  |                                       |  |  |                                    |  |
|                                                            |                      | Ernesto di Sassonia                | Margherita d'Austria              |  |  |       |  |  |                                       |  |  |                                    |  |
| Cristina di Sassonia                                       |                      | Ernesto di Sassonia                |                                   |  |  |       |  |  |                                       |  |  |                                    |  |
|                                                            |                      | Elisabetta di Baviera              | Alberto II di Baviera             |  |  |       |  |  |                                       |  |  |                                    |  |
|                                                            |                      | Elisabetta di Baviera              | Alberto II di Baviera             |  |  |       |  |  |                                       |  |  |                                    |  |
|                                                            |                      | Elisabetta di Baviera              | Anna di Braunschweig-Grubenhagen  |  |  |       |  |  |                                       |  |  |                                    |  |
|                                                            |                      | Elisabetta di Baviera              |                                   |  |  |       |  |  |                                       |  |  |                                    |  |